# Le Morne-Rouge
Ne doit pas être confondu avec Pointe du Morne Rouge.
Le Morne-Rouge est une commune française, située dans le département de la Martinique. Les habitants sont appelés Péléens ou Rubimornais.

## Géographie

### Localisation
La commune du Morne-Rouge est la plus humide et la plus fraîche de la Martinique, elle se situe sur un plateau entre la montagne Pelée et le massif des pitons du Carbet.

## Urbanisme

### Typologie
Le Morne-Rouge est une commune rurale, car elle fait partie des communes peu ou très peu denses, au sens de la grille communale de densité de l'Insee,,,. Elle appartient à l'unité urbaine du Morne-Rouge, une agglomération intra-départementale regroupant 1 commune et 4 469 habitants en 2022, dont elle est une ville isolée,.
Par ailleurs la commune fait partie de l'aire d'attraction de Fort-de-France, dont elle est une commune de la couronne. Cette aire, qui regroupe 28 communes, est catégorisée dans les aires de 200 000 à moins de 700 000 habitants,.
La commune compte deux localités : Le Morne-Rouge (le chef-lieu communal) et Fond-Marie-Reine.

## Toponymie
Le Morne Rouge doit son nom à la Montagne ainsi appelé par les Caraïbes.

## Histoire
La commune a été créée en 1888 à la suite du démembrement de la commune de Saint-Pierre.
À 450 m d'altitude, la commune s'agrippe sur les contreforts de la montagne Pelée. Elle garde un nom probablement inspiré par la couleur rouge de la terre où les bananes et les ananas trouvent leur cadre naturel. Elle a également souffert de l'éruption de la montagne Pelée en 1902.

## Politique et administration

### Rattachements administratifs et électoraux
Le Morne-Rouge appartient à l'arrondissement de Saint-Pierre et vote pour les représentants de l'Assemblée de Martinique. Avant 2015, elle élisait son représentant au conseil général dans le canton du Morne-Rouge, entité dont elle était le chef-lieu et unique commune.
Pour l’élection des députés, la commune fait partie de la deuxième circonscription de la Martinique.

### Intercommunalité
La commune appartient à la communauté d'agglomération du Pays Nord Martinique.

### Liste des maires
| Période                                  | Période      | Identité          | Étiquette          | Qualité |
| ---------------------------------------- | ------------ | ----------------- | ------------------ | --- |
| 1910                                     | 1927 (décès) | Edouard Collat    |                    | |
| Les données manquantes sont à compléter. |              |                   |                    | |
| 1947                                     | 1950         | Eloi Concy        |                    | |
| 1950                                     | mars 1983    | Edgard Nestoret   | PCM                | |
| mars 1983                                | mars 2008    | Pierre Petit      | RPR puis UMP-OO    | Médecin retraité Député de la 2e circonscription de la Martinique (1993 → 1993 à 2002) Conseiller régional de la Martinique (1983 → 2004) Conseiller général du canton du Morne-Rouge (1982 → 1993)                                                     |
| 9 mars 2008                              | en cours     | Jenny Dulys-Petit | OO (DVG) puis LREM | Directrice d'école Conseillère générale du canton du Morne-Rouge (1993 → 2010) Conseillère régionale de la Martinique (2010 → 2015) Vice-présidente du conseil régional de la Martinique (2010 → 2015) Conseillère territoriale de Martinique (2015 → ) |
| Les données manquantes sont à compléter. |              |                   |                    | |

### Jumelages
Rostrenen (France)

## Population et société

### Démographie
L'évolution du nombre d'habitants est connue à travers les recensements de la population effectués dans la commune depuis 1961, premier recensement postérieur à la départementalisation de 1946. À partir de 2006, les populations de référence des communes sont publiées annuellement par l'Insee. Le recensement repose désormais sur une collecte d'information annuelle, concernant successivement tous les territoires communaux au cours d'une période de cinq ans. Pour les communes de moins de 10 000 habitants, une enquête de recensement portant sur toute la population est réalisée tous les cinq ans, les populations de référence des années intermédiaires étant quant à elles estimées par interpolation ou extrapolation. Pour la commune, le premier recensement exhaustif entrant dans le cadre du nouveau dispositif a été réalisé en 2005.

En 2022, la commune comptait 4 469 habitants, en évolution de −12,44 % par rapport à 2016 (Martinique : −4,11 %, France hors Mayotte : +2,11 %).
| 1961  | 1967  | 1974  | 1982  | 1990  | 1999  | 2010  | 2015  | 2020  |
| ----- | ----- | ----- | ----- | ----- | ----- | ----- | ----- | ----- |
| 5 169 | 5 449 | 5 412 | 4 889 | 5 278 | 5 395 | 5 083 | 5 093 | 4 635 |

| 2022  | - | - | - | - | - | - | - | - |
| ----- | - | - | - | - | - | - | - | - |
| 4 469 | - | - | - | - | - | - | - | - |

### Sports
Équipements sportifs :
- Stadium Georges-Charles-Alfred ;
- Stade Maurice-Roy-Belleplaine ;
- Salle omnisports ;
- Parcours Santé (Cap 21).

Clubs sportifs :
- Le Club Péléen du Morne-Rouge, football, handball, athlétisme ; Vainqueur en 1980 de la Coupe de France zone Martinique et en 1982 de la Coupe de la Martinique de football et de la Coupe Théolade. Le joueur connu du Club Péléen est Steeven Langil, ancien footballeur professionnel de l'AJ Auxerre, de l'EA Guingamp, de Ratchaburi FC  en Thaïlande.
- Avenir Péléen, athlétisme.

## Culture locale et patrimoine

### Lieux et monuments
- L'église Notre-Dame-de-la-Délivrande du Morne-Rouge
- La montagne Pelée.
- Circuits de randonnées en forêt tropicale.
- Calvaire de la Délivrande.
- La Maison du Volcan.
- Le domaine de l’Émeraude
- La grotte de Lourdes.
- Plantation Mac Intosh.
- Les Larmes de la Montagne Pelée (sculpture).

### Personnalités liées à la commune
- Raphaël Varane, né à Lille d'un père martiniquais originaire du Morne-Rouge. Footballeur professionnel du Real de Madrid, champion du monde de football en 2018.
- Pierre Petit, né en 1932 et mort en 2022, médecin, maire du Morne-Rouge de 1983 à 2008, député de la Martinique de 1993 à 2002, conseiller général de 1982 à 1993 et conseiller régional de 1983 à 2004. Pierre Petit a été aussi de 1998 à 2004, 2e Vice-président du Conseil régional de la Martinique et président la commission du développement économique et de l'emploi.
- Françoise Ega, écrivaine, elle a écrit deux romans autobiographiques, Le Temps des Madras et Lettres à une noire. Dans Lettres à une noire, elle explore les thèmes communs à de nombreux migrants caribéens dans la période d'après-guerre : l'aliénation, l'exploitation, la migration, le nationalisme, le classisme et le racisme.
- Steeven Langil, né à Fort de France mais originaire du Morne-Rouge. Actuel joueur pro de Uthai Thani FC en Thaïlande. Ancien joueur du Club Péléen du Morne-Rouge de 1998 à 2005. Ancien footballeur professionnel de l'AJ Auxerre, de l'EA Guingamp, du NEC Nimègue aux Pays-Bas, du Waasland-Beveren en Belgique,  du Legia Varsovie en Pologne, de Ratchaburi FC  en Thaïlande[16]. Steeven Langil a été sélectionné en Équipe de France espoirs de football à deux reprises en 2009 contre la Tunisie et la Slovénie[17].
- Irénise Moulonguet, doyenne des Français pendant 9 mois y meurt en mai 2013 à 112 ans[18].
- Madeleine de Grandmaison, née au Morne Rouge, conseillère régionale de 1983 à 2010 et députée européenne de 2007 à 2009
- Harry Roselmack, présentateur de télévision, originaire de la commune[19].

### Héraldique
| Blason de Le Morne-Rouge | Blason  | D'or à une montagne d'azur ; au comble du même chargé en flancs de deux sternes affrontés en vol d'argent. |
| Blason de Le Morne-Rouge | Détails | Le statut officiel du blason reste à déterminer.                                                           |